# Cybaeus akiensis
Espèce
Cybaeus akiensis est une espèce d'araignées aranéomorphes de la famille des Cybaeidae.

## Distribution
Cette espèce est endémique de Honshū au Japon,. Elle se rencontre dans les préfectures de Hiroshima, de Shimane et de Yamaguchi.

## Description
Le mâle holotype mesure 5,10 mm et la femelle paratype mesure 7,15 mm.

## Étymologie
Son nom d'espèce, composé de aki et du suffixe latin -ensis, « qui vit dans, qui habite », lui a été donné en référence au lieu de sa découverte, la province d'Aki.

## Publication originale
- Ihara, 2003 : Cybaeus akiensis n. sp. (Araneae: Cybaeidae) from western Honshu, Japan, with some notes on its biology. Acta Arachnologica, vol. 52, no 1, p. 51-57 (texte intégral).